# Иванов, Юрий Александрович (финансист)
Юрий Александрович Иванов (28 ноября 1928 —  9 августа 2018) — советский государственный деятель, финансист и банкир.

## Биография
Родился 28 ноября 1928 года в Ленинакане Армянской ССР.
В 1951 году окончил международно-правовой факультет Московского государственного института международных отношений, получив специальность юрист-международник. В этом же году пришёл на работу старшим юрисконсультом в Управление иностранных операций Госбанка СССР. Затем здесь же работал старшим юрисконсультом, заместителем начальника, начальником отдела внешних расчётов по экспорту. Член КПСС с июля 1959 года.
После преобразования Банка для внешней торговли, в январе 1961 года, Юрий Иванов стал начальником управления валютно-кассовых операций, членом правления Внешторгбанка СССР. 4 марта 1964 года внеочередное собрание акционеров избрало его первым заместителем председателя правления Банка для внешней торговли; общим собранием акционеров 29 декабря 1969 года он был избран председателем правления.
Одновременно с января 1970 года Ю. А. Иванов был утверждён членом правления Госбанка (Постановление Совета Министров СССР от 04.01.1970), а с октября 1976 года — первым заместителем председателя правления Госбанка СССР (приказ № ГБ-57 от 05.10.1976). 31 декабря 1987 года очередное общее собрание акционеров освободило Иванова от должности председателя правления. С 10 января 1988 года он работал главным консультантом правления Внешэкономбанка. В декабре 1988 года был «освобождён от занимаемой должности в связи с уходом на пенсию».
Находясь на пенсии, проживал в Подмосковье.
Умер 9 августа 2018 года. Был кремирован 13 августа на Николо-Архангельском кладбище Москвы.

## Награды
- Был награждён орденом Трудового Красного Знамени (1971) и орденом Ленина (1973) «за успешное выполнение заданий по специальным закупкам», а также медалями, в числе которых «За доблестный труд. В ознаменование 100-летия со дня рождения В. И. Ленина» и «В память 50-летия Советской власти в СССР»[4].
- Также был награждён почётным золотым знаком Общества германо-советской дружбы и другими наградами.